# Lars-Göran Nilsson
Lars-Göran Nilsson, född 9 mars 1944 i Vuollerim, är en svensk före detta ishockeyspelare. Hans smeknamn var "Virvelvinden från Vuollerim”. Han spelade 469 matcher i högsta serien i Brynäs IF vilka han tog 8 SM-guld tillsammans med och gjorde 177 A-landskamper i Tre kronor, han gjorde 45 mål. Han blev känd för att spela med en kort klubba och att vara väldigt snabb, därav smeknamnet "Virvelvinden från Vuollerim". Han har sin Brynäs IF-tröja i taket i Gavlerinken arena, nummer 10. Numret är inte pensionerat.
19 januari 2019 blev Lars-Göran Nilsson invald i svensk ishockeys Hall of Fame. 

## Klubbar
- Vuollerim SK
- Öjebyns IF
- IFK Kiruna
- Brynäs IF

## Titlar
- All star team i allsvenskan 1965/1966,
- All star team i allsvenskan 1967/1968
- All star team i allsvenskan 1968/1969

- Svenska mästare med Brynäs IF 1966
- Svenska mästare med Brynäs IF 1967
- Svenska mästare med Brynäs IF 1968
- Svenska mästare med Brynäs IF 1970
- Svenska mästare med Brynäs IF 1971
- Svenska mästare med Brynäs IF 1972
- Svenska mästare med Brynäs IF 1976
- Svenska mästare med Brynäs IF 1977

## Deltog i OS, VM, Canada cup
- VM 1966  4:e
- VM 1967  Silver
- OS 1968  4:e
- VM 1969  Silver
- VM 1970  Silver
- VM 1971  Brons
- OS 1972  4:e
- VM 1972  Brons
- VM 1974  Brons
- Canada Cup 1976 4 :e